# Indianapolis Grand Prix 1955
Indianapolis Grand Prix 1955 var Indianapolis 500-loppet 1955 och det tredje av sju lopp ingående i formel 1-VM 1955.  

## Rapport
Bill Vukovich ledde loppet när han körde in i Al Kellers, Johnny Boyds och Rodger Wards bilar som hade seriekrockat. Vukovich dog omedelbart när att hans bil lyfte och sedan landade uppochner och fattade eld.

## Resultat
- 1 Bob Sweikert, John Zink (Kurtis Kraft-Offenhauser), 8 poäng
- 2 Tony Bettenhausen, H A Chapman (Kurtis Kraft-Offenhauser)[1], 3
- = Paul Russo, H A Chapman (Kurtis Kraft-Offenhauser)[1], 3
- 3 Jimmy Davies, Pat Clancy (Kurtis Kraft-Offenhauser), 4
- 4 Johnny Thomson, Peter Schmidt (Kuzma-Offenhauser), 3
- 5 Walt Faulkner, Merz Engineering Inc (Kurtis Kraft-Offenhauser)[2], 1
- = Bill Homeier, Merz Engineering Inc (Kurtis Kraft-Offenhauser)[2], 1
- 6 Andy Linden, Joseph Massaglia Jr (Kurtis Kraft-Offenhauser)
- 7 Al Herman, T W & W T Martin (Kurtis Kraft-Offenhauser)
- 8 Pat O'Connor, Rotary Engineering Corp (Kurtis Kraft-Offenhauser)
- 9 Jimmy Daywalt, Chapman S Root (Kurtis Kraft-Offenhauser)
- 10 Pat Flaherty, Harry Dunn (Kurtis Kraft-Offenhauser)
- 11 Duane Carter, J C Agajanian (Kuzma-Offenhauser)
- 12 Chuck Weyant, Federal Auto Associates (Kurtis Kraft-Offenhauser)
- 13 Eddie Johnson, Kalamazoo Sports Inc (Trevis-Offenhauser)
- 14 Jim Rathmann, South California Muffler Co (Epperly-Offenhauser)

### Förare som bröt loppet
- Don Freeland, Bob Estes (Phillips-Offenhauser) (varv 178, transmission)
- Cal Niday, Racing Associates (Kurtis Kraft-Offenhauser) (170, olycka)
- Art Cross, Murrell Belanger (Kurtis Kraft-Offenhauser) (168, motor)
- Shorty Templeman, Pete Salemi (Trevis-Offenhauser) (142, transmission)
- Sam Hanks, Cars Inc (Kurtis Kraft-Offenhauser) (134, transmission)
- Keith Andrews, John L McDaniel (Schroeder-Offenhauser) (120, bränslepump)
- Johnnie Parsons, Carl L Anderson (Kurtis Kraft-Offenhauser) (119, tändfördelare)
- Eddie Russo, R N Sabourin (Pawl-Offenhauser) (112, tändning)
- Ray Crawford, Ray Crawford (Kurtis Kraft-Offenhauser) (111, motor)
- Jimmy Bryan, A E Dean (Kuzma-Offenhauser) (90, bränslepump)
- Bill Vukovich, Lindsey Hopkins (Kurtis Kraft-Offenhauser) (56, fatal olycka) 1 poäng
- Jack McGrath, Jack B Hinkle (Kurtis Kraft-Offenhauser) (54, tändfördelare)
- Al Keller, Samuel W Traylor III (Kurtis Kraft-Offenhauser) (54, olycka)
- Johnny Boyd, Chapman S Root (Kurtis Kraft-Offenhauser) (53, olycka)
- Ed Elisian, M Pete Wales (Kurtis Kraft-Offenhauser) (53, bröt loppet)
- Rodger Ward, E R Casale (Kuzma-Offenhauser) (53, olycka)
- Jerry Hoyt, Jim Robbins (Stevens-Offenhauser) (40, oljeläcka)
- Fred Agabashian, Federal Auto Associates (Kurtis Kraft-Offenhauser) (39, snurrade av)
- Jimmy Reece, Emmett J Malloy (Pankratz-Offenhauser) (10, motor)